# Merwah (cépage)
Le Merwah est un cépage blanc libanais. Il est dit proche du sémillon.